# Жуланово
Жуланово — село в составе Соликамского городского округа в Пермском крае.

## Географическое положение
Село расположено примерно в 34 километрах по дороге на север от города Соликамск у дороги Соликамск-Красновишерск.

## Климат
Климат умеренно континентальный с холодной зимой, продолжительностью около 5 месяцев, и тёплым коротким летом. Среднегодовая температура воздуха 0,7 °C. Среднемесячная самого холодного месяца (января) −16,2 °C, самый тёплый июль +17,2 °C. Первые осенние заморозки наступают во второй декаде сентября, в отдельные годы первый заморозок может наступить в третьей декаде августа. Последние заморозки прекращаются в третьей декаде мая, иногда в первой декаде июня. Продолжительность безморозного периода в среднем составляет 117 дней. Образование устойчивого снежного покрова происходит в среднем, в I декаде ноября, в отдельные годы во II декаде октября. Средняя высота снежного покрова — 62 см. Разрушение устойчивого снежного покрова отмечается, в среднем, во второй декаде апреля.

## История
Данных по дате основания села нет. В 50-х годах при Жуланово размещался посёлок для спецпереселенцев из числа советских немцев и бывших власовцев. В советский период действовал совхоз «Горняк» и подсобное хозяйство завода «Урал». До 2006 года село являлось центром сельсовета. Работал дом культуры, магазины и восьмилетняя школа. До 2019 года село входило в Тохтуевское сельское поселение, после его упразднения стало рядовым населённым пунктом Соликамского городского округа.

## Достопримечательности
У северной оконечности села стоит самолёт АН-2СХ. В лесу недалеко от села (7 километров на север и далее 200 метров на восток) имеется так называемый Жулановский фонтан.

## Население
Постоянное население составляло 455 человек (95 % русские) в 2002 году, 412 человек в 2010 году.